# Vreselijk beest
Een vreselijk beest (Engels: Fell beast) is een fictief vliegend reptielachtig monster verzonnen door J.R.R. Tolkien.
De Vreselijke beesten worden bereden door de Nazgûl nadat zij hun paarden kwijt waren geraakt bij Bruinen.

## The Lord of the Rings filmtrilogie
Voor de op de boeken gebaseerde "The Lord of the Rings"-filmtrilogie zijn de modellen ontworpen door Weta Digital, dat in 1993 werd opgericht door Peter Jackson.
Vreselijke beesten zijn hier Pterosauriër-achtige dieren die lopen op twee poten en ook wat trekken van draken hebben.
In de film zijn de vreselijke beesten groter dan beschreven in het boek, waar ze vooral gebruikt worden om vijanden te observeren. In de films worden ze veel meer gebruikt om mee aan te vallen. Ze pakken vijanden op, nemen hen mee tot op een grote hoogte en dan laten hen dan vallen. Dit gebeurde bijvoorbeeld bij het gevecht om Minas Tirith waar mensen vanaf de muur en Rohirrim die strijden op de Velden van Pelennor gegrepen werden.
Aan het einde van deel III wordt de kop van het vreselijk beest van de Tovenaar-koning van Angmar door Éowyn afgehakt. Vlak hierna doodt zij de Tovenaar-koning zelf.

## Trivia
- Vaak wordt aangenomen dat Nazgûl een andere benaming is voor vreselijk beest. Dit is echter niet correct. De Nazgûl zijn de negen ringgeesten en de vreselijke beesten zijn de dieren die zij berijden.